# Younès Kaboul
Younes Kaboul, född 4 januari 1986 i Frankrike, är en fransk före fotbollsspelare av marockanskt påbrå. Kaboul kunde spela som både mittback och innermittfältare. Han spelade 18 matcher för Frankrikes U21-landslag 2006-2008.

## Klubbkarriär

### Auxerre
Kaboul började sin karriär i AJ Auxerre, han spelade i A-laget vid 19 års ålder. Han vann Coupe de France 2005, han har också spelat i UEFA-cupen med Auxerre. När han var i klubben spelade han för Frankrike i U19-laget och U21-laget, han var kapten för U21 flera gånger.

### Tottenham Hotspur
Kaboul skrev på för Tottenham Hotspur den 5 juli 2007. Han spelade sin första match för Spurs i en vänskapsmatch mot St. Patrick's Athletic den 12 juli samma år.
Kaboul gjorde sin Premier Leaugue-debut när han startade bredvid Anthony Gardner som mittback, när Tottenham förlorade med 1-0 mot Sunderland i den första omgången av Premier League 2007/2008. Kaboul gjorde sitt första mål för Tottenham den 1 september 2007 mot Fulham. Han gjorde mål igen i sin första europeiska match för Tottenham den 20 september 2007, Tottenham vann den matchen med 6-1. Den 1 oktober 2007, när klubben firade sitt 125-årsjubileum, kvitterade Kaboul på tilläggstid mot Aston Villa, matchen slutade 4-4 och Tottenham vände matchen från 1-4 till 4-4.

### Portmouth
Den 11 augusti 2008 offentliggjordes det att Kaboul hade skrivit på ett fyraårskontrakt med Portsmouth FC.

### Tillbaka till Tottenham
I januari 2010 köptes han tillbaka av Tottenham.

### Sunderland
Under juli 2015 blev det klart att Kaboul lämnade Tottenham för Sunderland. Han signerade ett fyraårskontrakt med klubben.

## Meriter
Auxerre
- Coupe de France: 2004-05

Tottenham Hotspur
- Carling Cup: 2007-08